# Dänischer Fußballpokal 1991/92
Der Dänische Fußballpokal 1991/92 (unter Sponsorenschaft auch BG Bank Cup) war die 38. Austragung des dänischen Pokalwettbewerbs der Männer. Er wurde vom dänischen Fußballverband ausgetragen. Das Finale fand am Himmelfahrtstag (28. Mai 1992) im Aarhus Stadion statt. Pokalsieger wurde Aarhus GF, der sich im Finale gegen B 1903 Kopenhagen durchsetzte.
Das Halbfinale wurde in Hin- und Rückspiel entschieden. In den anderen Runden wurden die Begegnungen in einem Spiel ausgetragen. Bei unentschiedenem Ausgang wurde zur Ermittlung des Siegers eine Verlängerung gespielt. Stand danach kein Sieger fest, folgte ein Elfmeterschießen.

## 1. Runde
Es nahmen 24 Mannschaften von der 3. Division abwärts und 16 Teams aus der 2. Division (Dritter bis Zehnter West und Ost) teil.
|                         | Ergebnis              |                         |
| ----------------------- | --------------------- | ----------------------- |
| AB Gladsaxe             | 3:2                   | Hjortshøj-Egå IF        |
| BK Avarta               | 0:2                   | Ballerup IF             |
| B.93 Kopenhagen         | 2:1                   | Ryvang FC               |
| Dalum IF                | 4:4 n. V. (5:4 i. E.) | Vildbjerg SF            |
| Frederikssund IK        | 2:2 n. V. (5:3 i. E.) | Hjørring IF             |
| Gundersted IF           | 0:7                   | IK Skovbakken           |
| Herlufsholm GF          | 1:1 n. V. (3:4 i. E.) | IF Skjold Birkerød      |
| FIF Hillerød            | 1:2                   | BK Fremad Valby         |
| Hørsholm-Usserød IK     | 5:1                   | Holstebro BK            |
| Kalundborg GB           | 4:0                   | Fjordager IF            |
| Kastrup BK              | 1:2                   | Sønderborg BK           |
| Køge BK                 | 3:2                   | Greve IF                |
| Nørre Aaby IK           | 3:1                   | Horsens fS              |
| Odense Kammeraternes SK | 2:5 n. V.             | Dragør BK               |
| Ringsted IF             | 1:0                   | Tved BK                 |
| Roskilde BK             | 4:2                   | Grimstrup IF            |
| Skovshoved IF           | 3:2                   | Vordingborg IF          |
| Slagelse B&I            | 2:0                   | Aalborg Freja           |
| Varde IF                | 0:1                   | Esbjerg fB              |
| Aabyhøj IF              | 4:0                   | Sankt Klemens Fangel IF |

## 2. Runde
Teilnehmer waren die 20 Sieger der ersten Runde, acht Vereine der Plätze drei bis zehn der 2. Division, sowie die jeweils besten zwei Teams der 3. Division West und Ost.
|                    | Ergebnis              |                      |
| ------------------ | --------------------- | -------------------- |
| AB Gladsaxe        | 1:0                   | Svendborg fB         |
| B.93 Kopenhagen    | 2:1                   | Vanløse IF           |
| IF Skjold Birkerød | 3:2                   | Frederikssund IK     |
| Brønshøj BK        | 3:2 n. V.             | Esbjerg fB           |
| Dalum IF           | 1:3                   | Nørre Aaby IK        |
| Fremad Amager      | 3:0                   | Kjøbenhavns Boldklub |
| BK Fremad Valby    | 1:2                   | Hellerup IK          |
| Helsingør IF       | 3:1                   | Hørsholm-Usserød IK  |
| Herfølge BK        | 0:1                   | Randers SK Freja     |
| Køge BK            | 4:2                   | Ballerup IF          |
| Roskilde BK        | 3:2                   | Nørresundby BK       |
| IK Skovbakken      | 1:1 n. V. (3:1 i. E.) | B 1913 Odense        |
| Skovshoved IF      | 4:3                   | Kalundborg GB        |
| Sønderborg BK      | 1:1 n. V. (4:1 i. E.) | Ringsted IF          |
| Viborg FF          | 4:0                   | Dragør BK            |
| Aabyhøj IF         | 0:0 n. V. (0:2 i. E.) | Slagelse B&I         |

## 3. Runde
Teilnehmer: Die 16 Sieger der zweiten Runde, die beiden besten Teams der 1. Division 1991, sowie die Vereine auf den Plätzen fünf bis zehn der Superliga 1991.
|                  | Ergebnis              |                    |
| ---------------- | --------------------- | ------------------ |
| B 1909 Odense    | 6:2                   | Roskilde BK        |
| B.93 Kopenhagen  | 2:1                   | IF Skjold Birkerød |
| Fremad Amager    | 1:4                   | Skovshoved IF      |
| Hellerup IK      | 0:2                   | Viborg FF          |
| Ikast FS         | 5:1                   | AB Gladsaxe        |
| Nørre Aaby IK    | 0:1 n. V.             | Slagelse B&I       |
| Næstved IF       | 2:0                   | Køge BK            |
| Odense BK        | 4:2                   | Silkeborg IF       |
| Randers SK Freja | 2:2 n. V. (2:4 i. E.) | Helsingør IF       |
| IK Skovbakken    | 0:1                   | Aalborg BK         |
| Sønderborg BK    | 0:9                   | B 1903 Kopenhagen  |
| Vejle BK         | 3:0                   | Brønshøj BK        |

## 4. Runde
Teilnehmer: Die 12 Sieger der dritten Runde und die besten vier Vereine der Superliga 1991.
|                    | Ergebnis              |                   |
| ------------------ | --------------------- | ----------------- |
| Aarhus GF          | 5:2                   | Ikast FS          |
| B 1909 Odense      | 1:1 n. V. (4:1 i. E.) | Brøndby IF        |
| BK Frem Kopenhagen | 2:4                   | Lyngby BK         |
| Helsingør IF       | 4:3 n. V.             | B.93 Kopenhagen   |
| Odense BK          | 3:2                   | Vejle BK          |
| Skovshoved IF      | 1:4                   | Næstved IF        |
| Viborg FF          | 1:3                   | B 1903 Kopenhagen |
| Aalborg BK         | 3:0                   | Slagelse B&I      |

## Viertelfinale
Teilnehmer: Die 8 Sieger der vierten Runde.
|               | Ergebnis |                   |
| ------------- | -------- | ----------------- |
| Aarhus GF     | 4:1      | Aalborg BK        |
| B 1909 Odense | 2:1      | Næstved IF        |
| Helsingør IF  | 0:3      | Lyngby BK         |
| Odense BK     | 0:2      | B 1903 Kopenhagen |

## Halbfinale
|           | Gesamt |                   | Hinspiel | Rückspiel |
| --------- | ------ | ----------------- | -------- | --------- |
| Aarhus GF | 2:1    | B 1909 Odense     | 1:0      | 1:1       |
| Lyngby BK | 1:2    | B 1903 Kopenhagen | 1:1      | 0:1       |

## Finale
| Paarung           | Aarhus GF – B 1903 Kopenhagen |
| Ergebnis          | 3:0 (2:0) |
| Datum             | 28. Mai 1992 |
| Stadion           | Aarhus Stadion, Aarhus |
| Zuschauer         | 20.000 |
| Schiedsrichter    | Kaj Østergaard |
| Tore              | 1:0 Bo Harder (9.) 2:0 Søren Andersen (35.) 3:0 Palle Sørensen (87.) |
| Aarhus GF         | Troels Rasmussen – Kent Nielsen, Claus Thomsen, Jan-Halvor Halvorsen, Lasse Skov – Erik Madsen, Stig Tøfting (73. Martin Nielsen), Claus Christiansen, Bo Harder – Torben Christensen, Søren Andersen (60. Palle Sørensen). Cheftrainer: Lars Lundkvist |
| B 1903 Kopenhagen | Palle Petersen – Ivan Nielsen, Diego Tur (9. Michael Johansen), Torben Piechnik, Brian Kaus – Michael Giolbas, Pierre Larsen, Lar Højer Nielsen, Iørn Uldbjerg (53. Anders Bjerre) – Michael Manniche, Martin Johansen. Cheftrainer: Benny Johansen     |